# Tour der südafrikanischen Rugby-Union-Nationalmannschaft nach Australien 1971
| Tour der Springboks nach Australien 1971 | Tour der Springboks nach Australien 1971 | Tour der Springboks nach Australien 1971 | Tour der Springboks nach Australien 1971 | Tour der Springboks nach Australien 1971 |
| Übersicht                                | S                                        | G                                        | U                                        | N                                        |
| ---------------------------------------- | ---------------------------------------- | ---------------------------------------- | ---------------------------------------- | ---------------------------------------- |
| Test Matches                             | 03                                       | 03                                       | 0                                        | 0                                        |
| Sonstige Spiele                          | 10                                       | 10                                       | 0                                        | 0                                        |
| Gesamt                                   | 13                                       | 13                                       | 0                                        | 0                                        |
|                                          |                                          |                                          |                                          |                                          |
| Australien                               | 03                                       | 03                                       | 0                                        | 0                                        |

Die Tour der südafrikanischen Rugby-Union-Nationalmannschaft nach Australien 1971 umfasste eine Reihe von Freundschaftsspielen der Springboks, der Nationalmannschaft Südafrikas in der Sportart Rugby Union. Das Team reiste von Ende Juni bis Anfang August 1971 durch Australien und bestritt dabei 13 Spiele. Dazu gehörten drei Test Matches gegen die australische Nationalmannschaft (die Wallabies) und zehn weitere Begegnungen mit regionalen Auswahlteams. Die Springboks blieben in allen Spielen unbesiegt. Wie schon anderthalb Jahre zuvor in Großbritannien und Irland wurde auch diese Tour von zahlreichen Anti-Apartheid-Protesten begleitet. Sie waren zum Teil derart heftig, dass die Regierung des Bundesstaates Queensland den Ausnahmezustand verhängte. Die Springboks wiederum trugen bis zum Ende der Apartheid zwei Jahrzehnte später keine Spiele in Australien mehr aus.

## Proteste
Die Planungen für die Kampagne gegen die Springboks begannen 1969, unmittelbar nachdem die Tour angekündigt worden war. Obwohl es ein wichtiges Ziel der überwiegend linksgerichteten Anti-Apartheid-Protestbewegung war, die Tour zu stören und allenfalls zu beenden, schien zumindest letzteres wenig aussichtsreich. Als die Tour begann, hatte sie in der Bevölkerung noch großen Rückhalt und wurde von der australischen Regierung gefördert und unterstützt. Das Hauptziel der Protestbewegung war es ohnehin, die um den Jahreswechsel 1971/72 geplante Tour der südafrikanischen Cricket-Nationalmannschaft zu verhindern. Mit lautstarken Demonstrationen bei allen Spielen der Springboks sollte insbesondere der südafrikanische Cricketverband zur Einsicht gebracht werden, dass eine Tour nach Australien nicht durchführbar sei (Cricketspiele lassen sich viel einfacher stören, da die Spieler Konzentration benötigen).
Die Organisatoren der Kampagne hielten bereits vor der Ankunft der Südafrikaner öffentliche Versammlungen ab, um das Bewusstsein zu schärfen, verteilten Informationsblätter und schrieben Briefe an Medien und Behörden. Ebenso verteilten sie ein Handbuch an Demonstranten, das sie ausdrücklich anwies, sich nur an gewaltfreien Aktionen zu beteiligen. Die Organisatoren sicherten sich auch die Unterstützung von Kirchengruppen und Gewerkschaften. Bob Hawke, der Vorsitzende des Gewerkschaftsdachverbandes Australian Council of Trade Unions und späterer Premierminister, setzte verschiedene Boykotte durch. Beispielsweise weigerten sich die Piloten von Linienflügen, die Mannschaft zu befördern, sodass sie auf kleine Charterflugzeuge ausweichen musste. Gewerkschaftsmitglieder verhängten Hausverbote in fast allen Clubs und Hotels in Adelaide. Postangestellte weigerten sich, Sendungen von und nach Südafrika zu befördern. Die Waterside Workers Federation verbot das Be- und Entladen südafrikanischer Schiffe und rund 4000 Werftarbeiter in Melbourne streikten eine Woche lang.
Die ersten Spiele fanden in Perth und Adelaide statt, die vor allem von jugendlichen Demonstranten gestört wurden. Vor dem dritten Spiel in Melbourne versammelten sich rund 5000 Demonstranten, hauptsächlich Studenten, und marschierten zum Stadion. Dort stellten sich ihnen etwa 650 Polizisten entgegen, viele mit Schlagstöcken bewaffnet und einige zu Pferd. Etwa einem Dutzend Demonstranten gelang es, bis auf das Spielfeld vorzudringen; etwa 140 wurden verhaftet. In Sydney versuchten mehrere Personen vor dem Spiel die Torpfosten im Sydney Cricket Ground zu zersägen. Außerdem hing eine riesige Anti-Apartheid-Puppe von der Sydney Harbour Bridge. Als sieben Mitglieder der australischen Nationalmannschaft vor die Medien traten und erklärten, dass sie aus Protest gegen die Apartheid nicht an den Spielen teilnehmen würden, änderte sich die Haltung der Öffentlichkeit, die der Tour von nun an mehrheitlich ablehnend gegenüberstand. Die Demonstranten schafften es, den Ablauf der Tour sehr schwierig zu gestalten, und störten mehrere Spiele erheblich. Sie war auch nicht profitabel, weil die Besucherzahlen stark zurückgingen.
Im Verlaufe der Proteste gab es Schätzungen zufolge insgesamt 500 bis 700 Verhaftungen. Die Sportstätten glichen bisweilen Festungen mit Stacheldrahtsperren und mussten jeweils von einem großen Polizeiaufgebot bewacht werden. Ihren Höhepunkt erreichten die Proteste in Queensland, wo der konservative Premierminister Johannes Bjelke-Petersen am 14. Juli einen einmonatigen Ausnahmezustand über den gesamten Bundesstaat verhängte. Aus Protest riefen 40 Gewerkschaften einen 24-stündigen Streik aus, an dem sich rund 125.000 Arbeiter beteiligten. Eine Gruppe von Demonstranten versammelte sich in Brisbane friedlich vor dem Hotel der Springboks und wurde von der Polizei verjagt, kurz nachdem sie zum Rückzug aufgefordert worden war; viele Polizisten gingen mit Schlagstöcken, Stiefeltritten und Faustschlägen gegen die Gruppe vor.
Die Tour der Springboks konnte wie vorgesehen beendet werden. Allerdings fanden daraufhin zwei Jahrzehnte lang keine Spiele mehr zwischen Südafrika und Australien statt, bis zum Ende der Apartheid. Einen weiteren Erfolg konnte die Protestbewegung verbuchen, als der australische Cricketverband im Oktober 1971 die geplante Tour der südafrikanischen Cricket-Nationalmannschaft absagte und dabei ausdrücklich auf die Proteste während der Springboks-Tour verwies.

## Spielplan
(Test Matches sind farbig unterlegt; Ergebnisse aus der Sicht Südafrikas)
- Hintergrundfarbe grün = Sieg

(Test Matches sind grau unterlegt; Ergebnisse aus der Sicht Südafrikas)
| #  | Datum           | Gegner                       | Ort       | Stadion               | Ergebnis |
| -- | --------------- | ---------------------------- | --------- | --------------------- | -------- |
| 01 | 26. Juni 1971   | Western Australia            | Perth     | Perry Lakes Stadium   | 44:18    |
| 02 | 30. Juni 1971   | South Australia              | Adelaide  | Norwood Oval          | 43:0     |
| 03 | 03. Juli 1971   | Victorian Rugby Union        | Melbourne | Olympic Park Stadium  | 50:0     |
| 04 | 06. Juli 1971   | Sydney Rugby Union           | Sydney    | Sydney Cricket Ground | 21:12    |
| 05 | 10. Juli 1971   | New South Wales Waratahs     | Sydney    | Sydney Cricket Ground | 25:3     |
| 06 | 13. Juli 1971   | New South Wales Country      | Orange    | Wade Park             | 19:3     |
| 07 | 17. Juli 1971   | Australien                   | Sydney    | Sydney Cricket Ground | 19:11    |
| 08 | 21. Juli 1971   | Australian Capital Territory | Canberra  | Manuka Oval           | 34:3     |
| 09 | 24. Juli 1971   | Queensland Reds              | Brisbane  | Exhibition Ground     | 33:14    |
| 10 | 27. Juli 1971   | Junior Wallabies             | Brisbane  | Exhibition Ground     | 31:12    |
| 11 | 31. Juli 1971   | Australien                   | Brisbane  | Exhibition Ground     | 14:6     |
| 12 | 03. August 1971 | Queensland Country           | Toowoomba | Gold Park             | 45:14    |
| 13 | 07. August 1971 | Australien                   | Sydney    | Sydney Cricket Ground | 18:6     |

## Test Matches
| 17. Juli 1971 | Australien                                                  | 11 : 19        | Südafrika                                                                                               | Sydney Cricket Ground, Sydney Zuschauer: 32.000 Schiedsrichter: Craig Ferguson (Australien) |
| 17. Juli 1971 | Versuche: McLean Erhöhungen: McGill Straftritte: McGill (2) | (8:11) Bericht | Versuche: Ellis H. Viljoen J. Viljoen Erhöhungen: McCallum (2) Straftritte: McCallum Dropgoals: Visagie | Sydney Cricket Ground, Sydney Zuschauer: 32.000 Schiedsrichter: Craig Ferguson (Australien) |

Aufstellungen:
- Australien: John Cole, Greg Davis , Stuart Gregory, John Hipwell, Jake Howard, Peter Johnson, Stephen Knight, Arthur McGill, Bob McLean, Roy Prosser, Geoffrey Richardson, Geoffrey Shaw, Reginald Smith, Peter Sullivan, John Taylor 
 Auswechselspieler: Mick Barry, Keith Bell, Dave Burnet, Rodney Kelleher
- Südafrika: Peter Cronjé, Morné du Plessis, Frik du Preez, Jan Ellis, Piet Greyling, Joggie Jansen, Hannes Marais , Ian McCallum, Sydney Nomis, Sakkie Sauermann, Piston van Wyk, Hannes Viljoen, Joggie Viljoen, Piet Visagie, John Williams 
 Auswechselspieler: Robert Barnard, Dirk de Vos, Antonie Roux, Johan Spies

| 31. Juli 1971 | Australien                            | 6 : 14        | Südafrika                                                                   | Exhibition Ground, Brisbane Zuschauer: 15.000 Schiedsrichter: Craig Ferguson (Australien) |
| 31. Juli 1971 | Straftritte: McGill Dropgoals: McGill | (3:8) Bericht | Versuche: J. Viljoen Visagie (2) Erhöhungen: McCallum Straftritte: McCallum | Exhibition Ground, Brisbane Zuschauer: 15.000 Schiedsrichter: Craig Ferguson (Australien) |

Aufstellungen:
- Australien: Owen Butler, John Cole, Greg Davis , Garrick Fay, John Hipwell, Peter Johnson, Stephen Knight, Bob McLean, Jeff McLean, Arthur McGill, Roy Prosser, Geoffrey Richardson, Geoffrey Shaw, Reginald Smith, Peter Sullivan 
 Auswechselspieler: Mick Barry, David l’Estrange, Barry Stumbles, Robert Thompson
- Südafrika: Peter Cronjé, Morné du Plessis, Frik du Preez, Jan Ellis, Piet Greyling, Joggie Jansen, Martiens Louw, Hannes Marais , Ian McCallum, Sydney Nomis, Piston van Wyk, Hannes Viljoen, Joggie Viljoen, Piet Visagie, John Williams 
 Auswechselspieler: Robert Barnard, Dirk de Vos, Antonie Roux, Sakkie Sauermann

| 7. August 1971 | Australien                            | 6 : 18         | Südafrika                                                                   | Sydney Cricket Ground, Sydney Zuschauer: 22.000 Schiedsrichter: Roger Vanderfeld (Australien) |
| 7. August 1971 | Versuche: Cole Straftritte: J. McLean | (3:13) Bericht | Versuche: Cronjé Ellis Visagie Erhöhungen: Visagie (3) Straftritte: Visagie | Sydney Cricket Ground, Sydney Zuschauer: 22.000 Schiedsrichter: Roger Vanderfeld (Australien) |

Aufstellungen:
- Australien: Owen Butler, Mick Barry, John Cole, Greg Davis , Stuart Gregory, Stephen Knight, Stuart MacDougall, Arthur McGill, Bob McLean, Jeff McLean, Roy Prosser, Geoffrey Richardson, Geoffrey Shaw, Peter Sullivan, Robert Thompson 
 Auswechselspieler: Garry Gray, David l’Estrange, Reginald Smith, Barry Stumbles
- Südafrika: Peter Cronjé, Morné du Plessis, Frik du Preez, Jan Ellis, Piet Greyling, Joggie Jansen, Ian McCallum, Martiens Louw, Hannes Marais , Sydney Nomis, Piston van Wyk, Hannes Viljoen, Joggie Viljoen, Piet Visagie, John Williams 
 Auswechselspieler: Robert Barnard, Dirk de Vos, Antonie Roux, Sakkie Sauermann